# Mawa (Cameroun)
Pour les articles homonymes, voir Mawa.
Mawa (ou Maoua, Maouak, Mawak) est une localité du Cameroun située dans le département du Mayo-Tsanaga et la Région de l'Extrême-Nord, dans les monts Mandara, à proximité de la frontière avec le Nigeria. Elle fait partie de la commune de Koza  et du canton de Koza rural.

## Population
En 1966-1967, la localité comptait 135 habitants, pour la plupart des Kanouri et des Peuls.
Lors du recensement de 2005, on y a dénombré 787 personnes.